# Hebius celebicum
Hebius celebicum är en ormart som beskrevs av Peters och Doria 1878. Hebius celebicum ingår i släktet Hebius och familjen snokar. Inga underarter finns listade i Catalogue of Life.
Arten förekommer på Sulawesi. Honor lägger ägg.